# Soirée

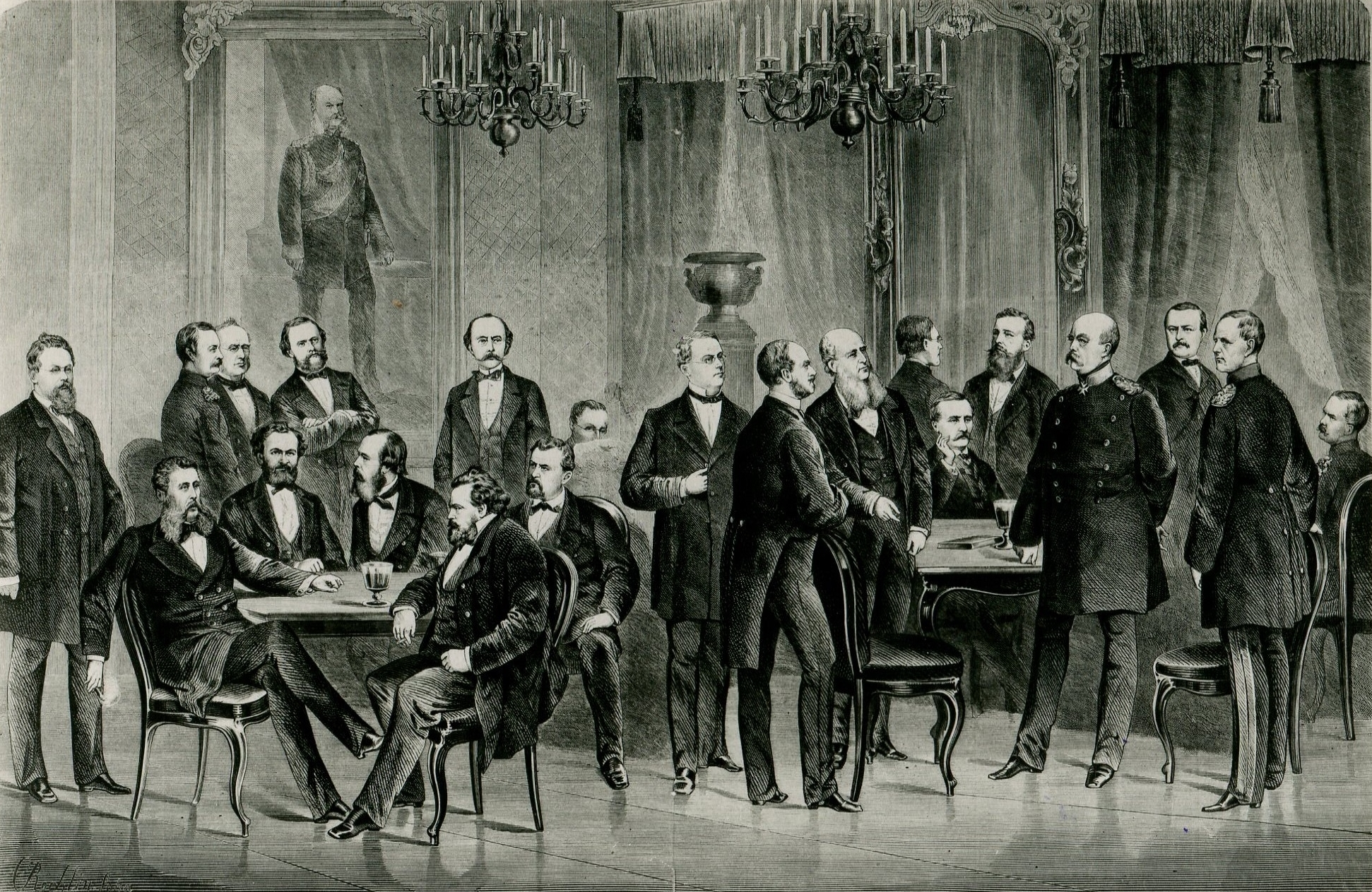
Una soirée organizzata nella residenza privata del cancelliere tedesco Otto von Bismarck nel 1876

Una soirée (letteralmente "serata" in lingua francese; ) è un evento mondano (sia esso pubblico o privato) organizzato di sera o di notte.
Con questo significato il termine ebbe origine e si diffuse nel XIX secolo per indicare i raduni di persone (solitamente di rango sociale elevato) che si incontravano in orario serale per bere qualcosa, ascoltare musica, andare a teatro, giocare a carte e a giochi di società, leggere ad alta voce e conversare.
In ambito teatrale, il termine soirée designa gli spettacoli che si tengono di sera, in contrapposizione alle matinée (che invece si svolgono in orario mattutino).